# 弗兰克·赫西
弗兰克·赫西（英語：Frank Hussey，1905年2月14日—1974年12月26日），美国男子田径运动员，主攻短跑。他曾代表美国参加1924年夏季奥林匹克运动会田径比赛，获得男子4×100米接力金牌。